# Xylomelasma sordida
Xylomelasma sordida är en svampart som beskrevs av Réblová 2006. Xylomelasma sordida ingår i släktet Xylomelasma, klassen Sordariomycetes, divisionen sporsäcksvampar och riket svampar.  Arten är reproducerande i Sverige. Inga underarter finns listade i Catalogue of Life.